# 赵铁桥
赵铁桥（1886年—1930年），原名猷，又名式金，四川叙永县金鹅乡（今兴文县金鹅乡）人。清末民初的中國革命家，後被暗杀。

## 生平

### 學生時代
赵铁桥早年就读于泸州经纬学堂（现川南师范学院），参与成立输新社。其成员有：金丽秋、陈伯愆、黄容九，黄方、黄树中（后更名为复生）、陈漱云、李琴鹤、杨兆容、梅秉钧、雷铁岩、邓絮、胡玉鸣等二十余同学。該社宗旨為唤起群众，推翻帝制、救国救民、振兴中华。清官方发现后，这些学生被开除。
1903年，赵铁桥东渡日本留学早稻田大学。当时留日的四川学生有：井研县人金硕甫，重庆人杨沦白，富顺人谢持，泸县人陈漱云，杨兆容，李琴鹤，金丽秋等人。
1907年，赵铁桥加入同盟会。

### 參與革命
1908年同盟会员黄鹿生，黄复生，熊克武，杨兆蓉在永宁制造炸弹，引起爆炸，惊动清朝官方。赵铁桥积极参与熊、黄等筹划的永宁（今叙永）起义。事败，又被推为江安起义指挥，从犍为挟炸弹几枚赴江安举事，又因事泄未成，乃潜回家中。赵铁桥姐夫，同盟会员黄方亦曾在成都举义，被清朝逮捕，判處终身监禁。赵铁桥赴成都用重金贿赂狱更，使黄方等得与监外党人密通信息，筹议再举。
赵铁桥還曾与张煌、罗伟章等组织“京津同盟会”，统一了革命力量。

### 民國初年
袁世凱當政後赵铁桥同汪精卫、吴稚晖等合创《国光新闻》及天津《民意报》，讨伐袁世凯，袁世凯多次示意收买《民意报》，均遭赵拒绝。旋又与谢持、黄复生等组建”侠团”，欲掘地道，炸天津督署，举兵讨袁。败露，袁发布告示，宣称赵铁桥为“匪首”，《民意报》亦被查封。赵铁桥经上海逃日本。
1915年，孙中山任赵为中华革命党四川支部长，兼领北方讨袁军事。1917年，赵由京返川，为熊克武北代参谋军事。1918年，任靖国军总司令部财务处处长。1919年任四川浚川源官银行总经理。1925年，熊克武被蒋介石诱捕，赵曾多方说情，使熊得释。

### 南京國民政府
国民政府定都南京後，赵铁桥为建设委员，后任上海招商局总监。1930年7月，赵铁桥被暗杀。